# Somi

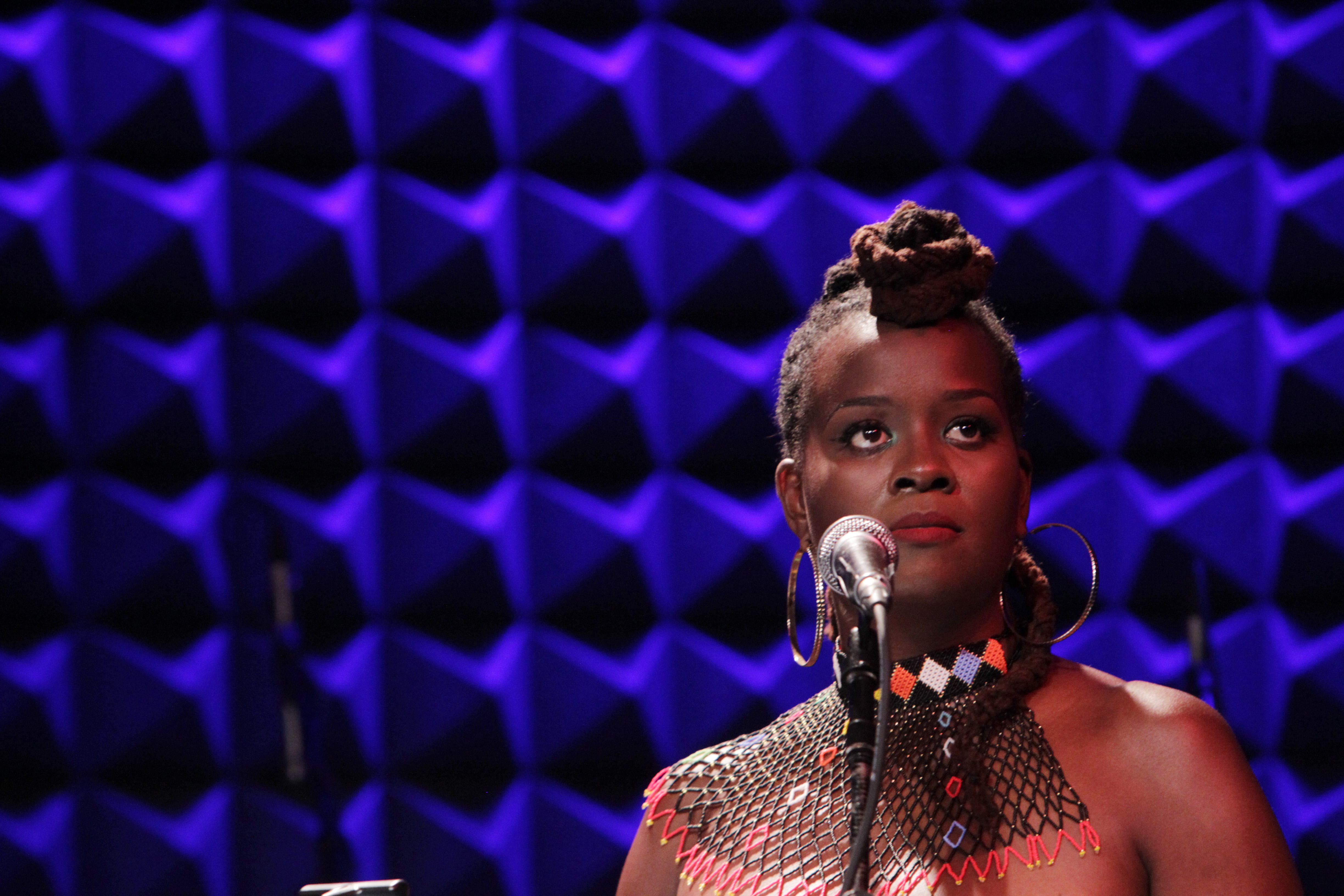
Somi (2016)

Somi (bürgerlicher Name: Laura Kabasomi Kakoma, * 6. Juni 1981 in Champaign, Illinois) ist eine US-amerikanische Crossover-Jazzsängerin mit ostafrikanischen Wurzeln.

## Leben und Wirken
Somis Eltern stammen aus Ruanda und Uganda; sie wuchs in Illinois und Sambia auf, wo ihr Vater für die World Health Organization arbeitete, und besuchte nach der Rückkehr der Familie nach Illinois die University Laboratory High School in Urbana und die Champaign Central High School; anschließend studierte sie Anthropologie and Afrikanistik an der University of Illinois. Den Master erwarb sie  in Performance Studies an der Tisch School of the Arts (New York University). Sie war als Backgroundsängerin für Roy Hargrove tätig (Strength EP The RH Factor, Verve). 2003 legte sie ihr Plattendebüt vor; 2011 veröffentlichte sie das Album Live at Jazz Standard, 2014 gefolgt von The Lagos Music Salon (auf dem reaktivierten Columbia-Label Okeh Records) mit Common und Angélique Kidjo als Gastmusiker. 2017 eröffnete sie das Heidelberger Enjoy-Jazz-Festival. 2019 trat sie zum ersten Mal mit einer Bigband auf – in Deutschland. Das resultierende Album Holy Room, das von John Beasley arrangiert und dirigiert wurde, wurde für die Grammy Awards 2021 nominiert. 2024 trat sie mit ihrem «New Afro Jazz-Quintet» beim Jazz Festival Basel auf.
In ihrer Musik vereint Somi afrikanische Rhythmen, Jazz und Soul. Sie wurde mehrfach mit Sarah Vaughan und Miriam Makeba sowie Nina Simone verglichen.

## Diskographische Hinweise
- Eternal Motive (2003)
- Red Soil in My Eyes (2007)
- Somi: Live at Jazz Standard (2011)
- The Lagos Music Salon (Okeh, 2014)[9]
- Petite Afrique (Okeh, 2017)
- Holy Room – Live at Alte Oper (Salon Africana, 2020; mit der hr-Bigband)[4][5]
- Zenzile: The Reimagination of Miriam Makeba (Salon Africana, 2021, u. a. mit Angélique Kidjo, Gregory Porter, Ladysmith Black Mambazo, Seun Kuti)[10][11]